# Anemeca felderi
Anemeca felderi är en fjärilsart som beskrevs av Carl Heinrich Hopffer 1874. Anemeca felderi ingår i släktet Anemeca och familjen praktfjärilar. Inga underarter finns listade i Catalogue of Life.